# Kutrovice
Kutrovice település Csehországban, a Kladnói járásban. Kutrovice Neprobylice, Kvílice, Třebíz, Slaný és Libovice településekkel határos. Lakosainak száma 107 fő (2024. január 1.).

## Népesség
A település lakosságának változását az alábbi diagram mutatja:
| Lakosok száma | 195  | 218  | 244  | 163  | 100  | 95   | 115  | 110  | 108  | 107  |
|               | 1869 | 1890 | 1921 | 1950 | 1980 | 2001 | 2017 | 2019 | 2022 | 2024 |